# Institut d'Estudis Econòmics Província d'Alacant
L'Instituto de Estudios Económicos Provincia de Alicante (INECA) és un think tank de la província d'Alacant que representa l'únic grup de pressió alacantí d'empresaris. Està formada per un nombre aproximat de quaranta empreses.
Fou fundat el 2007 per Joaquín Rocamora, qui la va presidir fins al 2015. Durant aquest temps l'entitat aconseguí ser un referent per a les anàlisis econòmiques de la província sent els informes que publica considerats molt valuosos; "potencià els estudis de l'Aigua" i col·laborà en l'elaboració del Pla Estratègic de la província d'Alacant. S'uní a la crítica negativa que va fer l'aleshores president de la Cambra de Comerç d'Alacant José Enrique Garrigós contra la corrupció política que suposadament hi ha a la província d'Alacant, cosa que molestà a càrrecs del Partit Popular, d'entre els quals estava Sonia Castedo, perquè creuen que la corrupció política afecta a la imatge de la província afectant a l'estat econòmic de la província. Des del 2015 Perfecto Palacio fou el president de l'entitat, sent elegit unànimement per ser l'única candidatura de les eleccions. El 2015 el president de l'entitat signà el conveni "Acciones de regeneración del tejido empresarial de la provincia de Alicante: zona franca para la provincia de Alicante" amb la Diputació d'Alacant, representada per la signatura de César Sánchez. El conveni té l'objectiu d'estudiar la zona franca del Port d'Alacant.
A causa d'un informe que presentà, la Diputació d'Alacant impulsà la denominada Zona Franca, una delimitació geoeconòmica.
El 2018 va iniciar una col·laboració amb CaixaBank.